# Сала Монферато
Сала Монферато (итал. Sala Monferrato) је насеље у Италији у округу Алесандрија, региону Пијемонт.
Према процени из 2011. у насељу је живело 339 становника. Насеље се налази на надморској висини од 222 м.

## Становништво
| 1931. | 1936. | 1951. | 1961. | 1971. | 1981. | 1991. | 2001. | 2011. |
| ----- | ----- | ----- | ----- | ----- | ----- | ----- | ----- | ----- |
| 1.282 | 1.201 | 1.026 | 798   | 703   | 620   | 501   | 475   | 377   |